# Fahrkartenschalter
Ein Fahrkartenschalter (veraltet Fahrkartenausgabe, kurz Fka), in der Schweiz Billettschalter, ist eine Einrichtung, an der Fahrkarten für öffentliche Verkehrsmittel erworben und Auskünfte erfragt werden können. Solche Schalter befinden sich typischerweise an Haltepunkten dieser Verkehrsmittel (Bahnhof, Busbahnhof, Fähranleger, Flughafen).

## Geschichte
Bis in die 1980er Jahre war der Kauf von Fahrkarten am Schalter üblich. Danach setzten sich, beginnend mit dem Nahverkehr, Fahrkartenautomaten durch. Bei den Österreichischen Bundesbahnen und der Deutschen Bahn ist selbst im Fernverkehr der Fahrscheinkauf am Automaten üblich. In Österreich wird beim Kauf am Schalter ein Zuschlag für Besitzer einer ÖBB Vorteilscard erhoben. In Deutschland hätte 2008 ein solcher eingeführt werden sollen. Nach heftigen Protesten nahm die Deutsche Bahn diese Absicht jedoch wieder zurück. Auch der Fahrscheinerwerb via Internet löst den klassischen Schalter weiter ab, so dass der persönliche Fahrkartenverkauf an kleineren Bahnhöfen oftmals nicht mehr stattfindet.
In größeren Bahnhöfen befinden sich Fahrkartenschalter oft in einer räumlich abgetrennten Schalterhalle. Diese werden bei der Deutschen Bahn meist als Reisezentrum bezeichnet. Bei Vollbahnen wird der Fahrkartenverkauf in kleineren Bahnhöfen oft vom Fahrdienstleiter übernommen.

## Fotos

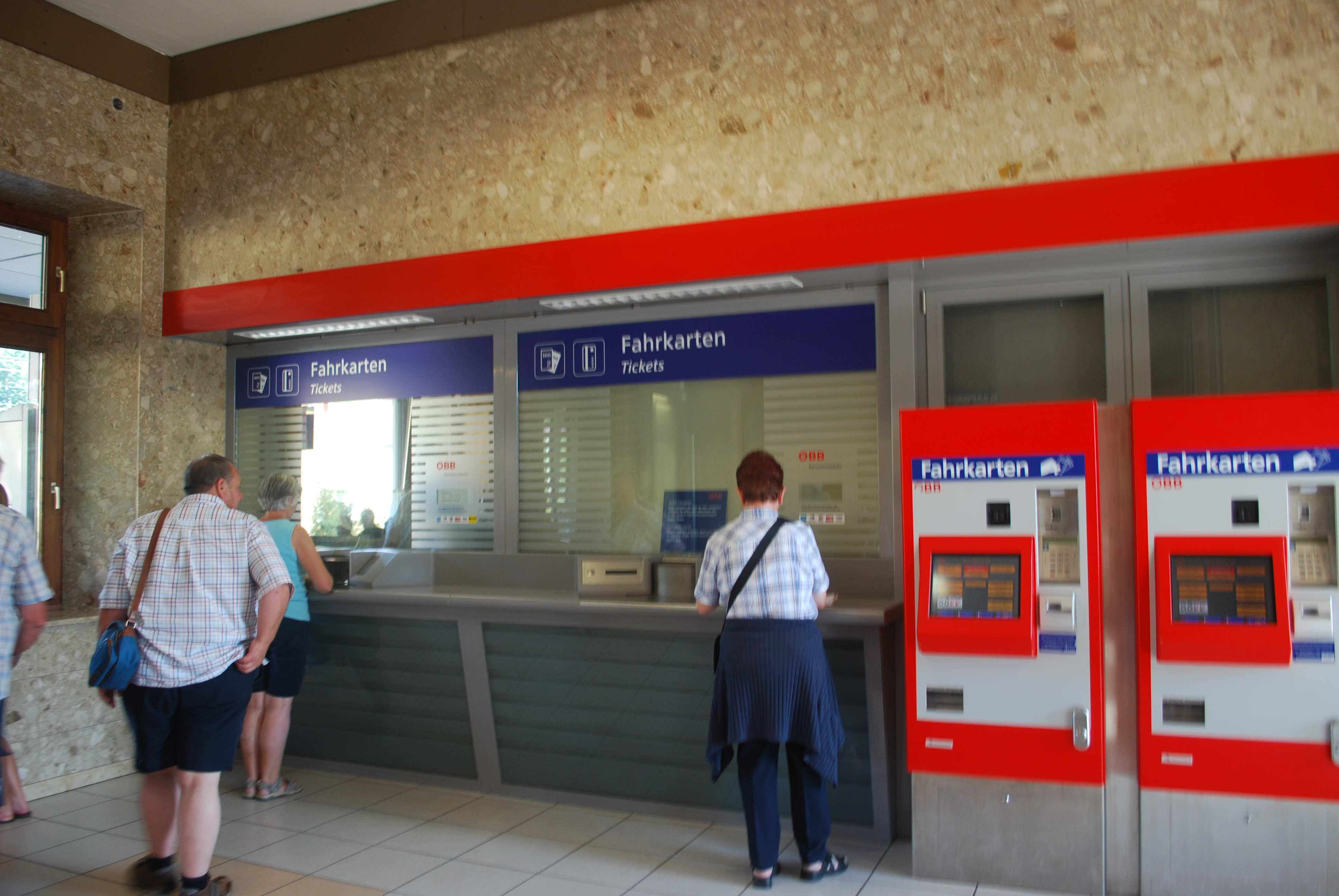
Fahrkartenschalter in Bad Ischl
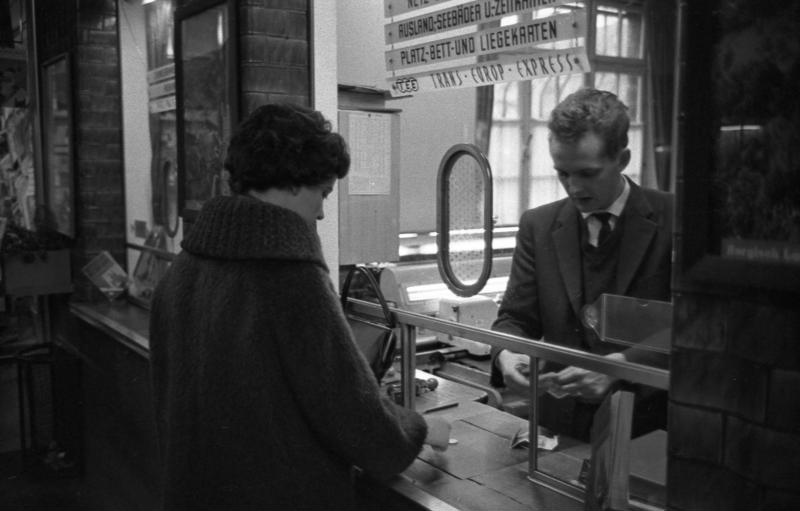
Schalter 1960er Jahre Bonn Hauptbahnhof
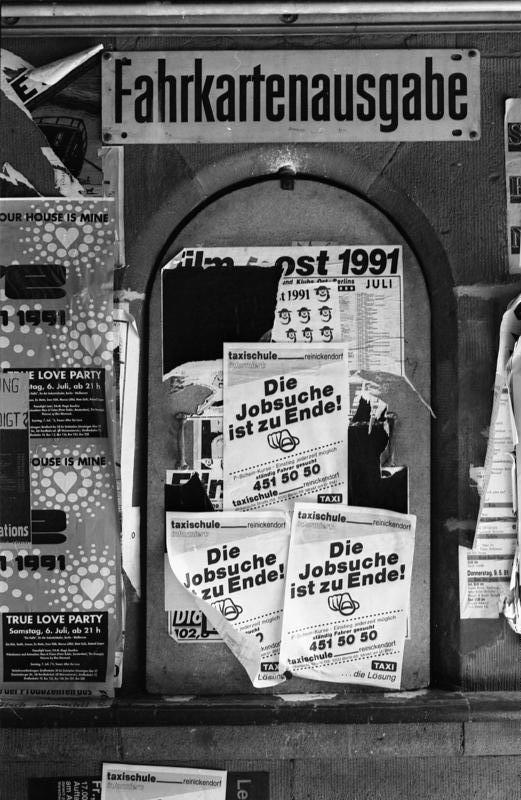
Ehemaliger Schalter in Berlin
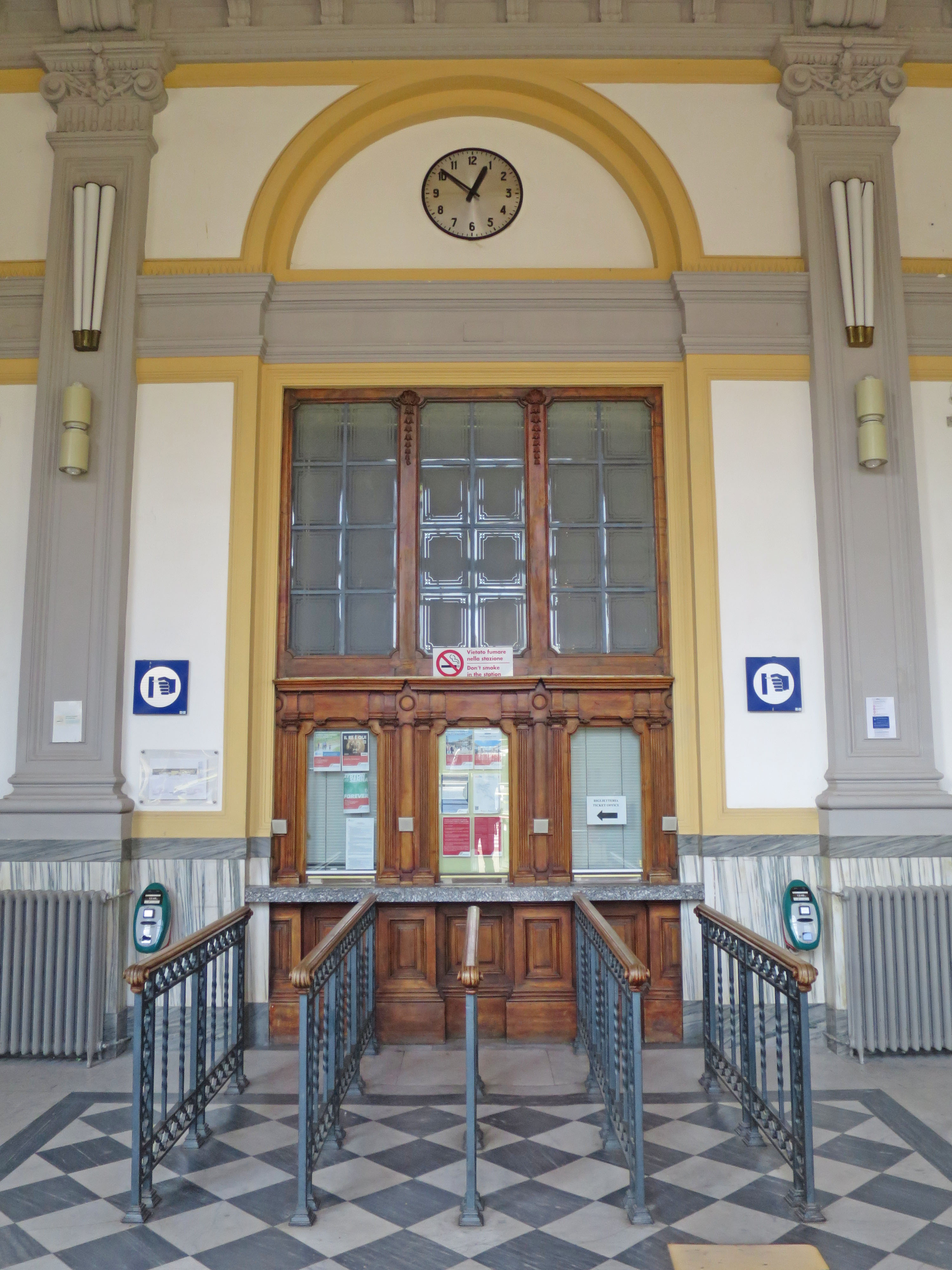
Fahrkartenschalter im Bahnhof von Cuneo
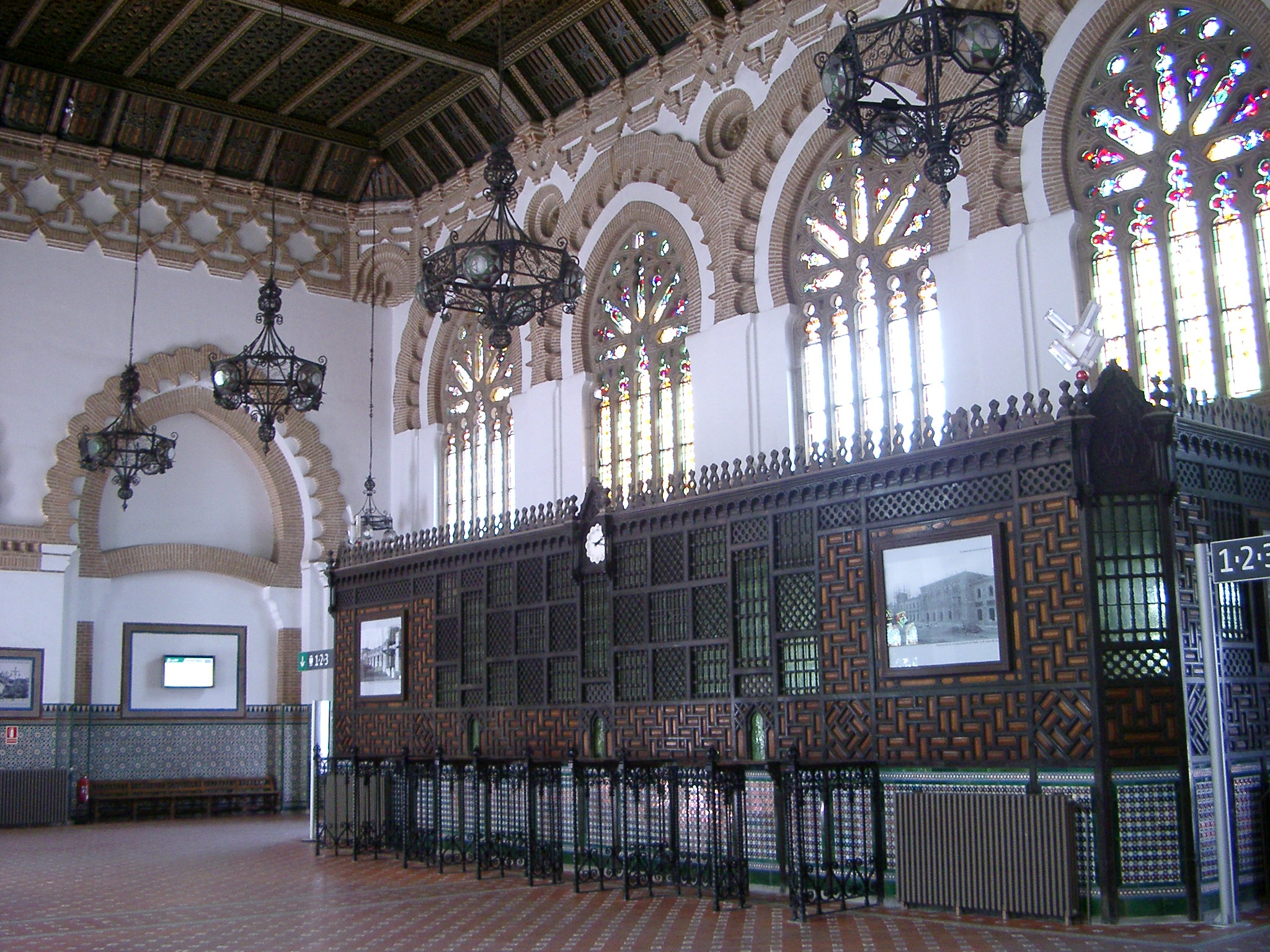
Historischer Fahrkartenschalter in Toledo